# IodaRacing Project
IodaRacing Project è una squadra italiana di motociclismo sportivo, gestita da Giampiero Sacchi, che ha debuttato nella classe Moto2 del motomondiale nel 2011 con i piloti Simone Corsi e Mattia Pasini, equipaggiati di una FTR.

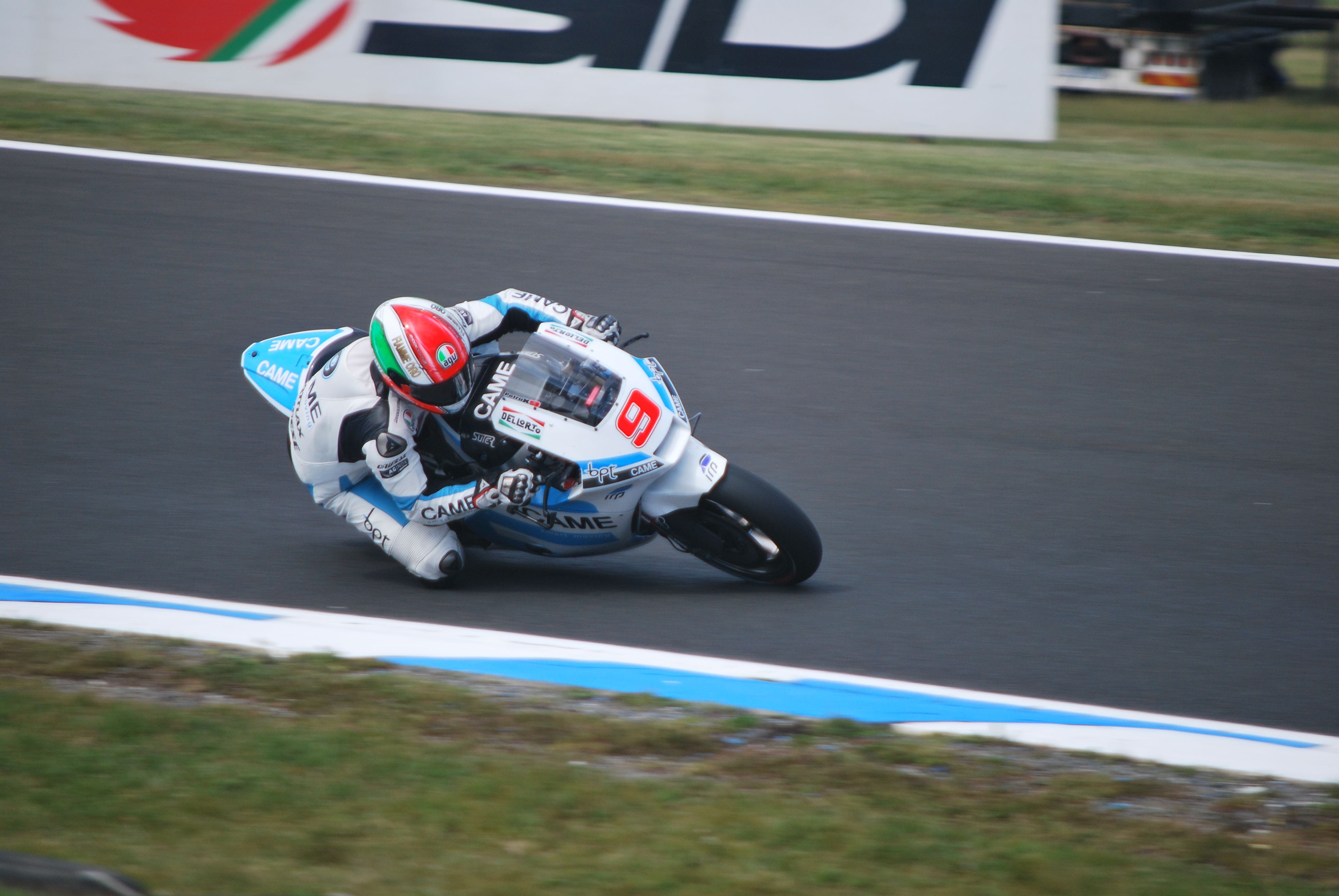
Danilo Petrucci al Gran Premio d'Australia 2012.

Nel 2012 il team è impegnato in tutte e tre le classi del motomondiale, in MotoGP con Danilo Petrucci alla guida di una Ioda e poi di una Ioda-Suter, in Moto2 con Simone Corsi sempre con una FTR e in Moto3 con Luigi Morciano e Jonas Folger equipaggiati con una Ioda TR.
Nel 2013 i piloti sono Danilo Petrucci e Lukáš Pešek per la MotoGP e Johann Zarco per la Moto2 equipaggiato con una Suter MMX2.
Nel 2014 il team prosegue in MotoGP con Petrucci alla guida di una ART e con Randy Krummenacher in Moto2 sempre con una Suter.
Nel 2015 sono impegnati Alex De Angelis in MotoGP e Florian Alt in Moto2, con gli stessi mezzi della stagione precedente.
Nel 2016 passa a correre nel campionato mondiale Superbike con i piloti Alex De Angelis e Lorenzo Savadori, muniti di una Aprilia RSV4 RF.
Per la stagione 2017 il pilota è Leandro Mercado. Nello stesso anno il team partecipa anche al campionato mondiale Supersport 300 con il pilota Armando Pontone, alla guida di una Yamaha YZF-R3.

## Risultati del team in MotoGP
Diversamente dalla classifica costruttori, i punti e il risultato finale sono la somma dei punti ottenuti dai piloti della squadra e il risultato finale si riferisce al team, non al costruttore.
| Anno | Moto                         | Gomme | Piloti          |     |    |    |     |    |    |    |    |     |     |     |    |    |    |     |    |    |   | Punti | Pos. |
| ---- | ---------------------------- | ----- | --------------- | --- | -- | -- | --- | -- | -- | -- | -- | --- | --- | --- | -- | -- | -- | --- | -- | -- | - | ----- | ---- |
| 2012 | Ioda TR003 e Ioda-Suter MMX1 | B     | Danilo Petrucci | Rit | 13 | 15 | Rit | 19 | 17 | 11 | 17 | Rit | Rit | Rit | 17 | 14 | 17 | Rit | 11 | 13 | 8 | 27    | 12º  |

| Anno | Moto            | Gomme | Piloti          |     |     |     |     |    |    |     |    |    |     |     |     |     |     |     |    |     |     | Punti | Pos. |
| ---- | --------------- | ----- | --------------- | --- | --- | --- | --- | -- | -- | --- | -- | -- | --- | --- | --- | --- | --- | --- | -- | --- | --- | ----- | ---- |
| 2013 | Ioda-Suter MMX1 | B     | Danilo Petrucci | Rit | Rit | 14  | 14  | 12 | 11 | 16  | 14 | 13 | 17  | 13  | 15  | 15  | Rit | 16  | 15 | 18  | 14  | 26    | 11º  |
| 2013 | Ioda-Suter MMX1 | B     | Lukáš Pešek     | 18  | Rit | Rit | Rit | 19 | 16 | Rit | 19 | 18 | Rit | Rit | Rit | Rit | 19  | Rit | 19 | Rit | Rit | 26    | 11º  |

| Anno | Moto | Gomme | Piloti          |    |    |     |    |     |     |     |    |    |     |     |    |     |    |     |    |     |    | Punti | Pos. |
| ---- | ---- | ----- | --------------- | -- | -- | --- | -- | --- | --- | --- | -- | -- | --- | --- | -- | --- | -- | --- | -- | --- | -- | ----- | ---- |
| 2014 | ART  | B     | Danilo Petrucci | 14 | 17 | Rit | NP | Inf | Inf | Inf | 15 | 15 | Rit | Rit | 18 | Rit | 11 | Rit | 12 | Rit | 12 | 17    | 13º  |
| 2014 | ART  | B     | Michel Fabrizio |    |    |     |    |     | Rit | 20  |    |    |     |     |    |     |    |     |    |     |    | 17    | 13º  |

| Anno | Moto | Gomme | Piloti          |    |    |    |    |    |     |    |     |    |    |     |    |     |     |    |     |     |     | Punti | Pos. |
| ---- | ---- | ----- | --------------- | -- | -- | -- | -- | -- | --- | -- | --- | -- | -- | --- | -- | --- | --- | -- | --- | --- | --- | ----- | ---- |
| 2015 | ART  | B     | Alex De Angelis | 20 | 18 | 22 | 21 | 17 | Rit | 15 | Rit | 18 | 21 | Rit | 15 | Rit | Rit | NP | Inf | Inf | Inf | 2     | 13º  |
| 2015 | ART  | B     | Damian Cudlin   |    |    |    |    |    |     |    |     |    |    |     |    |     |     |    | Rit | Rit |     | 2     | 13º  |
| 2015 | ART  | B     | Broc Parkes     |    |    |    |    |    |     |    |     |    |    |     |    |     |     |    |     |     | Rit | 2     | 13º  |

| Legenda | 1º posto        | 2º posto            | 3º posto            | A punti      | Senza punti        | Grassetto – Pole position Corsivo – Giro più veloce |
| Legenda | Gara non valida | Non qual./Non part. | Ritirato/Non class. | Squalificato | '-' Dato non disp. | Grassetto – Pole position Corsivo – Giro più veloce |